# Aspergillus sunderbanii
Aspergillus sunderbanii är en svampart som beskrevs av Varshney & A.K. Sarbhoy 1996. Aspergillus sunderbanii ingår i släktet Aspergillus och familjen Trichocomaceae.   Inga underarter finns listade i Catalogue of Life.